# Zonazione vinicola
La zonazione vinicola è una disciplina che, attraverso l'analisi scientifica del territorio, permette di ottenere vini di altissima qualità, valorizzando al massimo le potenzialità di ogni singola zona.

## Storia
Già nell'800, in Francia, si capì l'importanza del terroir (l'insieme dei fattori naturali che influenzano un vino) e si iniziarono a classificare i vini in base alla loro provenienza.

## Processo
Il processo di zonazione consiste nel dividere un'area di produzione vinicola in zone più piccole, ognuna con caratteristiche uniche legate al suolo (pedologia) e al clima (microclima).
L'obiettivo è capire come questi fattori influenzano la qualità delle uve e, di conseguenza, del vino prodotto. In altre parole, si cerca di individuare le zone più adatte a coltivare determinati vitigni e a produrre vini con caratteristiche specifiche.
La zonazione permette di produrre vini di maggiore qualità, esaltando le caratteristiche tipiche di ogni territorio, questo si traduce nella valorizzazione del patrimonio vitivinicolo e fornisce informazioni utili per adattare le pratiche agricole alle diverse zone, ottimizzando la produzione.